# 小野寺義寛
小野寺 義寛（おのでら ぎかん）は、平安時代後期から鎌倉時代初期の武将。下野小野寺氏の祖。
『住林寺本尊胎内銘』には「大法師義寛」とあり、義寛は入道名と思われる。諱は道成、若しくは道房。妻は藤姓足利家綱の孫乙姫。

## 人物
元々は山内氏であったが、父義通の代の時に、相模国鎌倉郡山内に土着して山内首藤氏を称するようになった。禅師瀧口入道と称し、京都で瀧口の武士を務めとしていたが、六条判官源為義に従軍し、坂東の地を転戦。その功績により、為義公の「義」の一字と、下野国都賀郡小野寺村（現在の栃木県栃木市）を賜り、小野寺氏を苗字とした。保元元年（1156年）、義寛が33歳の時、当地に小野寺城を築いた。
応永27年（1420年）11月20日の「小野寺通業譲状」には「下野国都賀郡之内小野寺保七ヶ村、同国佐野庄之内小中郷・堀籠郷等并足利庄之内河崎三ヶ村、同牧野庄十貳ヶ村等事者、小野寺守藤禅師法師義寛以来、重代相伝所領也」と書かれており、現在の栃木市域以外にも、佐野市域や足利市域にも所領を持っていたことが書かれている。
保元元年（1156年）、保元の乱に際して義寛は源為義の陣営の元、崇徳天皇側についたが、源為義は敗北して逃走し、江州（滋賀県）に落ちるが、病を発症し、部下たちを四散させる。義寛はやむを得なく小野寺の地に帰った。その後、源為義が処刑されたことを聞くと、大慈寺で毎日供養を行ったという。
源為義亡き後は荘官として領内を巡視し、農事の奨励と治安の維持に努めた。小野寺の地は山に囲まれた要害で用水は困難だったため、義寛は湧き水が出ることに池を掘らせ、農業に活用させた。その池の水は枯れることがなかったことから、小野寺の七水として言い伝えられている。
建久元年（1190年）、足利市川崎町の薬師寺を創立する。またこの頃、川崎町の渡良瀬付近に川崎小野寺城を建造する（子・通綱が建てたとする説もある）。
建仁3年（1203年）4月8日、一族郎党に見守られて息を引き取る。享年80。法名は夜叉院七宝義寛大居士。遺骸は館のそばに葬られたという。今その場所は通綱の墓とされており、どちらが正しいかは不明だが、通綱の墓はすぐ近くの住林寺にも存在する。
佐野市に伝わる民話の『怪力士家綱』では、小野寺民部として登場し、同じく京都で瀧口の武士を務めていた足利家綱を讒言したとされている。家綱は流罪となったが後に功績を称えられて許され、家綱は義寛のことを許したとされる。